# Dunn Peak Park
Dunn Peak Park är en park i Kanada.   Den ligger i provinsen British Columbia, i den centrala delen av landet, 3 300 km väster om huvudstaden Ottawa. Dunn Peak Park ligger 1 910 meter över havet.
Terrängen runt Dunn Peak Park är bergig västerut, men österut är den kuperad. Trakten runt Dunn Peak Park är nära nog obefolkad, med mindre än två invånare per kvadratkilometer.. Det finns inga samhällen i närheten.
I omgivningarna runt Dunn Peak Park växer i huvudsak barrskog.